# بونا كوندول
بونا كوندول (Bouna Coundoul)، من مواليد 4 مارس 1982 في داكار في السنغال، لاعب كرة قدم سنغالي.
بدأ مسيرته الكروية مع نادي كولورادو رابيدز الأميركي في عام 2005، وهو يلعب معهم حتى الآن.
منذ عام 2007 وهو يلعب مع منتخب السنغال لكرة القدم.

## روابط خارجية
- بونا كوندول على موقع الدوري الأمريكي (الإنجليزية)
- بونا كوندول على موقع قاعدة بيانات كرة القدم.إي يو (الإنجليزية)
- بونا كوندول على موقع ناشيونال فوتبول تيمز (الإنجليزية)
- بونا كوندول على موقع Soccerway.com (الإنجليزية)